# 小行星5168
小行星5168（英語：5168 Jenner）是一颗围绕太阳公转的小行星。1986年3月6日，卡罗琳·舒梅克、尤金·舒梅克在帕洛马山发现了此天体。
这颗小行星的绝对星等为201.59354等。